# Горно-Яболчиште
Го́рно-Яболчи́ште (мак. Горно Јаболчиште) — село у Північній Македонії, у складі общини Чашка Вардарського регіону. До 2004 року село входило до складу общини Велес.
Населення — 1741 особа (перепис 2002) в 320 господарствах.